# كريس بيرلي
كريس بيرلي هو لاعب جمباز فني كندي، ولد في 29 يناير 1974 في Truro, Nova Scotia ‏ في كندا.

## وصلات خارجية
- كريس بيرلي على موقع أوليمبيديا (الإنجليزية)